# Valaya Alongkorn

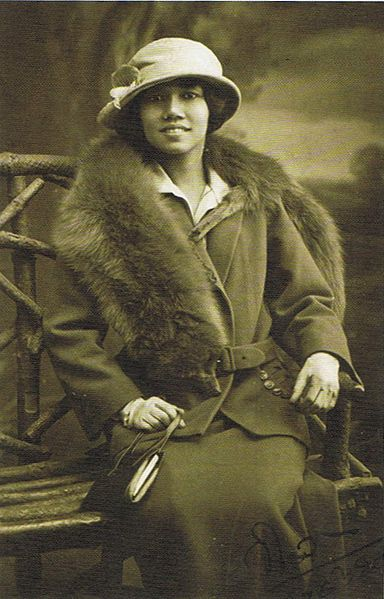
Prinzessin Valaya Alongkorn

Prinzessin Valaya Alongkorn, Fürstin von Phetchaburi (Thai: สมเด็จพระราชปิตุจฉา เจ้าฟ้าวไลยอลงกรณ์ กรมหลวงเพชรบุรีราชสิรินธร, Somdet Phra Ratcha Pitutcha Chaofa Valaya Alongkorn Kromma Luang Phetchaburi Ratchasirindhorn; * 16. April 1884 in Bangkok; † 15. Februar 1938 ebenda) war ein Mitglied des siamesischen Königshauses und Tante des von 1946 bis 2016 regierenden Königs Bhumibol Adulyadej (Rama IX.) von Thailand.

## Jugend
Prinzessin Valaya Alongkorn war die 43. Tochter von König Chulalongkorn (Rama V.) und das fünfte Kind von Königin Savang Vadhana, die eine von vier Hauptfrauen Chulalongkorns war. Sie erhielt von ihrem Vater den Namen วไลยอลงกรณ์ นรินทรเทพยกุมารี. Von ihrem jüngeren Bruder, Prinz Mahidol Adulyadej (Fürst von Songkhla), stammt der heutige König von Thailand ab. Zu ihren Geschwistern gehörten
- Kronprinz Maha Vajirunhis von Siam (27. Juni 1878 bis 4. Januar 1894)
- Prinz Isariyalongkorn (4. September 1879 bis 25. September 1879)
- Prinzessin Vichitra Chiraprabha (21. April 1881 bis 15. August 1881)
- Prinz Sommutivongse Varodaya, Fürst von Nakhon Si Thammarat (9. Juni 1882 bis 17. Juni 1899)
- Prinzessin Sirabhorn Sobhon (19. Juli 1888 bis 24. Mai 1898)
- Prinz Mahidol Adulyadej, Fürst von Songkhla (1. Januar 1891 bis 24. September 1929), Vater von Prinzessin Galyani Vadhana, König Rama VIII. und König Rama IX.

Im Alter von drei Jahren wurde sie von ihrer Mutter in die Obhut von Königin Saovabha Phongsri gegeben, die vorher zwei Töchter verloren hatte und wenig später Valaya Alongkorn adoptierte. Sie wurde dann in der königlichen Kumari-Schule ausgebildet. 1896 begleitete sie ihren Vater zusammen mit anderen Prinzessinnen auf dessen Reise nach Java, Singapur und Malaya. Anfang des 20. Jahrhunderts zog sie mit ihrem Vater in den Dusit-Palast. Nach dessen Tod wohnte sie mit ihrer Stiefmutter im Phayathai-Palast.
Schon früh war Valaya Alongkorn eine begeisterte Leserin. Darüber hinaus liebte sie Handarbeiten, wie Stricken und das Anfertigen von Perlenketten.
Am 11. November 1911 verlieh ihr König Vajiravudh (Rama VI.) den Titel der Fürstin von Phetchaburi und Kromma Luang, des dritthöchsten Adelstitels von Siam.

## Spätere Zeit
Nachdem Königin Saovabha Phongsri am 20. Oktober 1919 gestorben war, zog Valaya Alongkorn in die königliche Villa Suan Sunandha auf dem Gelände des Dusit-Palastes um. Ein Jahr später wurde sie lungenkrank und ging zur Behandlung nach Europa. Nach ihrer Rückkehr lebte sie mit Königin Savang Vadhana im Srapathum-Palast, doch musste sie wegen Beschwerden häufig behandelt werden.
Am 15. Februar 1938 starb Prinzessin Valaya Alongkorn in Bangkok an Lungenkrebs.

## Wirkung
Die Rajabhat-Universität Valaya Alongkorn ist nach der Prinzessin benannt.